# Fred William Tasso
Fred William Tasso, né le 28 février 1969, est un homme politique vanuatais.

## Biographie
Il est issu de la minorité francophone du pays. Formé à l'Institut de Technologie de Vanuatu, il travaille comme manager pour l'entreprise privée Unelco qui gère le réseau électrique d'une partie du Vanuatu. 
Candidat malheureux pour le Parti travailliste dans la circonscription de Malekula aux élections législatives de 2008, il devient par la suite président du conseil de la province de Malampa qui couvre entre autres les îles de Malekula, Ambrym et Paama,. Il en démissionne pour se porter candidat pour le parti Terre et justice dans la circonscription de Paama aux élections législatives de 2016. Remportant la circonscription avec seulement sept voix d'avance sur son principal adversaire Job Sam Andy, il entre au Parlement de Vanuatu et le Premier ministre Charlot Salwai le fait ministre des Relations avec le Parlement,. Il est battu dans sa circonscription par Job Sam Andy aux élections de 2020.